# Fischer (motorfiets)
Fischer is een Amerikaans merk van motorfietsen.
Constructeur Dan Fischer presenteerde in 2003 zijn eerste motorfiets: De MR 1000, die waarschijnlijk niet verder kwam dan het prototype-stadium. In 2004 volgde een 650 cc machine met turbocompressor, waarvan ook niets meer van werd vernomen.
In 2006 introduceerde Fischer de MR 650 (in Amerika: Fischer MRX). De machine stak sterk af tegen de tot dan toe bekende Amerikaanse merken: deze produceren immers vrijwel uitsluitend zware V-twin customs en choppers. De Fischer MR 650 is echter een zeer sportieve motorfiets met het vloeistofgekoelde 650 cc motorblok van Hyosung. Het ontwerp van de motorfiets was van Glynn Kerr.